# Rumble in the Jungle
A Rumble in the Jungle (bunyó a dzsungelben) egy történelmi ökölvívó-mérkőzés volt, melyet 1974. október 30-án játszottak az egykori Zaire (ma Kongói Demokratikus Köztársaság) fővárosában, a kinshasai Május 20-a Stadionban. A mérkőzésen az akkori nehézsúlyú világbajnok, George Foreman, és kihívója, a korábbi világbajnok, Muhammad Ali szállt a szorítóba.
Az esemény Don King professzionális boxmenedzser első vállalkozásainak egyike volt. Sikerült mind Alival mind Formannel aláíratnia egy szerződést, melyben vállalták, hogy megmérkőznek egymással amennyiben King 5 millió dollárt fizet nekik az összecsapásért. Kingnek azonban nem volt ennyi pénze, ezért támogatókat keresett, akik az eseményt szponzorálnák. Zaire elnöke, Mobutu Sese Seko kérte, hogy országa rendezhesse meg az összecsapást, remélvén, hogy egy ilyen nagy horderejű esemény jelentős publicitást hoz számára. Don King egy konzorciumot hozott létre, melynek tagjai között volt a panamai Risnelia Investment vállalkozás, a brit John Daly producer és David Hemmings színész által alapított Hemdale Film Corporation, a New York-i Video Techniques Incorporated, valamint a Don King Productions. Bár az összecsapással általában Kinget hozzák összefüggésbe, a mérkőzés hivatalos társ-promotorai a Hemdale és a King által irányított Video Techniques Inc. voltak.

## Előzmények
1967-ben Muhammad Ali három és fél éves eltiltást kapott az ökölvívástól, mivel katonai behívóparancsa ellenére megtagadta a bevonulást a hadseregbe. 1970-ben visszakapta ökölvívói engedélyét és visszatérése után azonnal két mérkőzést játszott, Jerry Quarry valamint Oscar Bonavena ellen, hogy visszaszerezhesse Joe Fraziertől, az akkori világbajnoktól a nehézsúlyú világbajnoki címet. A két bokszoló 1971-ben mérkőzött meg egymással, az összecsapást az „évszázad mérkőzése” jelzővel illették. A mérkőzésen Frazier diadalmaskodott, emiatt Alinak évekig kellett további mérkőzéseket játszania, hogy ismét világbajnoki kihívó lehessen.
Az 1968-as nehézsúlyú olimpiai bajnoki címe után Foreman hamarosan a profi nehézsúlyú ökölvívók legjobbjai között találta magát. Formantól tartottak a többiek, ütőereje, testmérete és testi dominanciája miatt. Joe Frazier és menedzserei azonban úgy vélték, hogy Foreman – kiütéseinek és győzelmeinek egyre hosszabbá váló listája ellenére – túlságosan lassú lesz és nem lesz képes kifinomult ökölvívásra, hogy szembeszállhasson Frazier szűnni nem akaró támadásaival. Ezzel azonban súlyosan elszámították magukat, mivel Foreman diadalmasan nyerte az összecsapást, miután két menetben hatszor ütötte ki Fraziert, mielőtt a meccset megállították. Foreman tovább erősítette világbajnoki pozícióját, miután szintén két menetben kiütötte Ken Nortont, Frazier mellett az egyetlen ökölvívót, aki képes volt Alit legyőzni. Bár a következő években Ali mind Nortonnak mind Fraziernek visszavágott korábbi vereségeiért, a fiatalabb Foremant tekintették a mérkőzés egyértelmű favoritjának.
Foreman és Ali az 1974-es év nyarának jó részét edzéssel töltötte Zaire-ben, és igyekeztek szervezetüket hozzászoktatni az afrikai ország trópusi éghajlatához. Az összecsapásra eredetileg szeptemberben került volna sor, de Foreman egy edzés során megsérült, emiatt a mérkőzést október 30-ra halasztották.
Az összecsapás előtt egy háromnapos zenei fesztivált tartottak, a Zaire 74-en olyan előadók vettek részt, mint James Brown, Celia Cruz és a Fania All-Stars, B.B. King, Miriam Makeba, a the Spinners, Bill Withers és Manu Dibango. A fesztiválról 2008-ban dokumentumfilm is készült, címe Soul Power.

## Az összecsapás
Az első menetet Ali kezdte, Foremant a nem megszokott (és provokatív) elsőkezes egyenesekkel támadta (úgy ütött a jobb kezével, hogy az nem követte balkezes ütés). Ez azért volt figyelemre méltó, mert Ali gyorsaságáról és technikai készségéről volt híres, míg Foreman legnagyobb erőssége nyers erejében rejlett. Úgy tűnt, hogy a közelharc végül Foremannek fog kedvezni, melyben jó esély volt arra, hogy Ali beleszaladjon Foreman valamelyik hatalmas pofonjába. Ali azonban jó használta az elsőkezes egyeneseket Foreman félrevezetésére. Ugyanakkor – bár ez az agresszív taktika meglephette Foremant – Alinak nem sikerült túl gyakran határozottan megütnie őt ahhoz, hogy jelentős előnyre tegyen szert. Az első menet vége előtt Foreman összeszedte magát és sikerült határozott ütéseket bevinnie. Foreman edzései során azt is gyakorolta, hogy ne kerüljön közel a kötelekhez, mivel az megnehezítette volna menekülését. Ali hamar felismerte, hogy ha Foreman minden egyes lépésére kétszer annyi lépéssel válaszol, gyorsan kifárad, ezért taktikát változtatott.
Még a mérkőzés előtt Ali elmondta edzőjének, Angelo Dundee-nek, és szurkolóinak, hogy titkos terve van Foreman ellen. Ali csaknem rögtön a második menet elejétől a kötelekre támaszkodott, hagyta, hogy Foreman megüsse, és nem kísérelte meg ellenfelének támadását (ezt a stratégiát Ali később rope-a-dope módszernek nevezte). Ennek eredménye az lett, hogy Foreman minden erejét ütésekre fordította, melyek vagy nem találták el Alit, vagy Ali anélkül térítette el őket, hogy azok fejét érték volna, a nagyszámú ütés viszont felemésztette Foreman erejét. Ez a felemésztett erő volt Ali rope-a-dope technikájának kulcseleme.
Ali látszólag nem sokat tett, hogy szembeszálljon ellenfelével, egy-egy egyenes kivételével, melyek Foreman fejét érték. Ütéseinek hatása hamarosan meglátszott Foreman arcán, mivel az láthatóan feldagadt. Belharcban Ali következetesen legyőzte Foremant, taktikája az volt, hogy teljes súlyával Foremanre nehezedett, aki így kénytelen volt Ali súlyát is tartani. Ali emellett előre szorította Foreman fejét is; ez a mozdulat megzavarhatja a bokszolót és erősítheti az ütések erejét, mivel egy fejre mér ütésnél a nyak nagyobbat rándul, és így nő a kiütés esélye. Az ilyen belharcokban Ali folyamatosan csipkelődött ellenfelével, több és erősebb ütésre biztatta, a felbőszített Foreman pedig pontosan úgy tett, ahogy Ali javasolta.
Néhány menet után Foreman fáradni kezdett. Arca egyre inkább feldagadt Ali időnkénti kemény és gyors egyeneseitől és keresztütéseitől, kitartása kezdte elhagyni. A hatás egyre inkább láthatóvá vált, amint a negyedik menet elején, majd a Foreman által irányított ötödik menetben Ali egy kombinációját követően Foreman megroggyant. Bár továbbra is támadott és ütéseket indított, az ötödik menet után Foreman már nagyon fáradt volt és egyre inkább elnyűttnek tűnt. Ali továbbra is csipkelődött vele: „azt mondták, hogy tudsz ütni, George!” és „azt is mondták, hogy olyan erősen tudsz ütni, mint Joe Louis”.
Végül, a nyolcadik menetben Ali megindította a végső kombinációt, egy balhoroggal felütötte Foreman fejét, majd egy jobbegyenessel eltalálta Foreman arcát. Foreman megroggyant, megpördülve átrepült a fél szorítón, és a hátára zuhant, innen még megpróbált felállni, de már túl későn.
Egyes vélemények szerint az összecsapás a nehézsúlyú ökölvívás egyik legnagyobb stratégiai tervezése és annak pontos kivitelezése volt. Ali olyan taktikával érkezett a mérkőzésre, melyet pontosan végre tudott hajtani és segítségével nagy győzelmet aratott.
A mérkőzés azóta minden idők egyik leghíresebb ökölvívó-mérkőzésévé vált, mivel Ali minden esély ellenére visszaszerezte világbajnoki címét a fiatalabb és erősebb Foremantől. A mérkőzés után Ali ismét elmondhatta, hogy ő a legnagyobb.

## A sportolók a mérkőzés után
Az összecsapás után Foreman és Ali barátok lettek. Az 1996-os Oscar-díj átadáson, melyen a legjobb dokumentumfilm kategóriában a When We Were Kings kapta a díjat, Ali előrehaladott parkinson-kórja miatt nem tudott felmenni a színpadra. George Foreman segítette őt fel a lépcsőkön az Oscar-díj átvételéhez.

## Öröksége
Az összecsapásnak jelentős kulturális hatása volt. A mérkőzést és a mérkőzést megelőző eseményeket az Oscar-díjas dokumentumfilm, a When We Were Kings (Amikor királyok voltunk) mutatja be. Az Aliról készült 2001-es életrajzi film (címe:Ali) a mérkőzést a film csúcspontjaként mutatja be. Norman Mailer könyvet írt az eseményről, melynek címe: The Fight (A harc). A könyv a mérkőzést, annak eseményeit mutatja be, melyeket a fekete amerikai kultúrával összefüggésben ismertet.
Az HBO televíziós filmet készíttetett, címe: Don King: Only in America. A film bemutatja a mérkőzés előkészületeit, Kingnek az előkészítés során tett mesterkedéseit, valamint azt, hogyan lett Ali Zaire népének kedvence.
Ali megnyerő alakja maga mellé állította a zaire-i embereket, akik őt támogatták Foremannel szemben. Népszerű biztató kiáltásuk volt az „Ali boma Ye!” (Ali, öld meg!), mellyel a mérkőzés előtt és alatt is biztatták.,
Az összecsapást körülvevő zenei események (többek közt BB King, a Fania All Stars és James Brown) szintén hozzájárultak a mérkőzés kulturális hatáshoz.
Johnny Wakelin „In Zaire” címmel dalt írt a mérkőzésről.
A Fugees „Rumble in the Jungle” címmel írt dalt az eseményről.
Az 1982-es Rocky III mozifilmben Rocky a rope-a-dope technikához hasonló stratégiát alkalmaz Clubber Lang elleni visszavágó mérkőzésén.
A The Hours együttes „Ali In The Jungle” címmel írt dalt a mérkőzésről.
Alinak a mérkőzésen viselt kesztyűje és köntöse a National Museum of American History tulajdonában van, a tárgyak a Smithsonian Institution kiállításában láthatók.

## Külső hivatkozások
- http://www.latimes.com/sports/la-sp-streeter25-2008may25,1,1915475.column
- A mérkőzés a youtube-on